# Clitellum

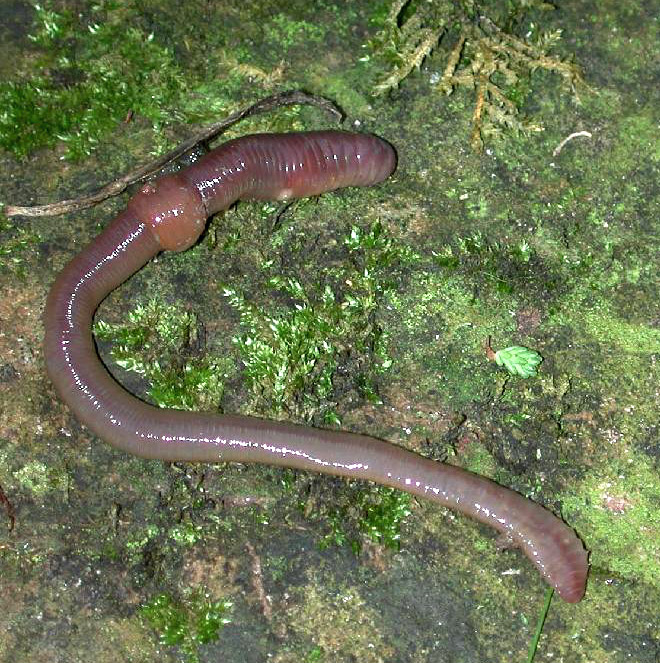
Regenworm

Het clitellum of zadel is een deel van het lichaam van bepaalde ringwormen, zoals regenwormen en bloedzuigers.
Het clitellum is een verdikt deel van het lichaam dat slijmvormende klieren bevat. Het bevindt zich nabij het voorste uiteinde van het lichaam, tussen het veertiende en zeventiende segment. Het aantal segmenten tot waar het clitellum begint en het aantal segmenten waaruit het clitellum bestaat, zijn belangrijk voor het identificeren van regenwormen. Deze maken slijm aan tijdens de paring zodat de zaadcellen in de juiste lichaamsopening worden gevoerd. Het clitellum wordt ook gebruikt tijdens de daadwerkelijke bevruchting van de ei- en zaadcellen. Het slijm hardt hierbij uit en vormt een eicocon.
Bij regenwormen is het clitellum alleen te zien als de worm geslachtsrijp is. Het kan wit, oranjerood of roodbruin van kleur zijn. Regenwormen zijn klaar om te paren als hun clitellum oranje is.